# Axevalla hus

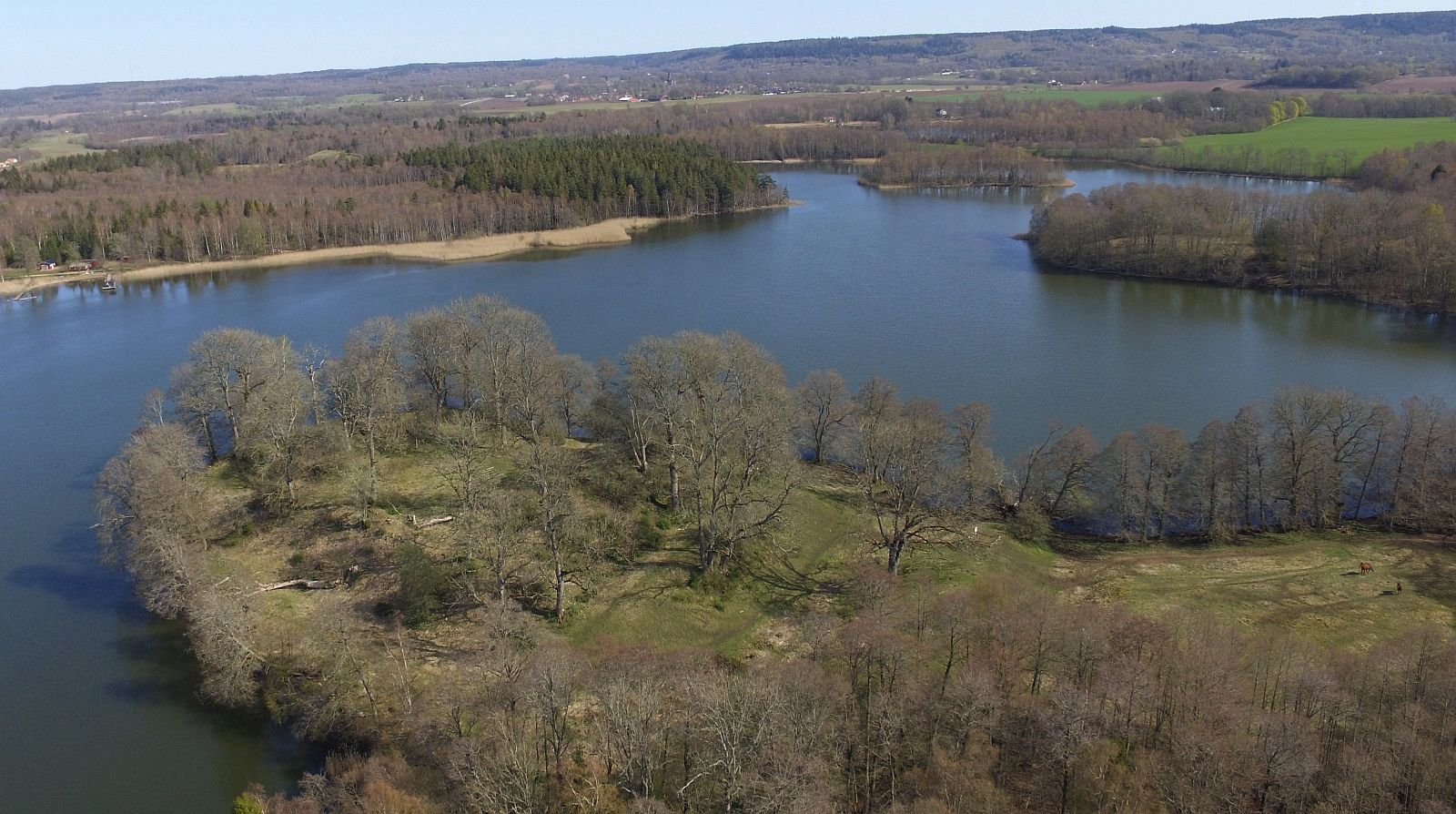
Ruinen efter Axevalla hus med omgivningar sett från väster. I bakgrunden syns Billingen och nedanför Varnhem och dess klosterkyrka.

Axevalla hus är ruinen efter ett medeltida fäste och en riksborg i Skärvs socken och Skara kommun i Västergötland. Den är belägen på en udde i Husesjön vid gården Husgärdet, öster om Axevalla hed och mitt emellan städerna Skara och Skövde.

## Historia

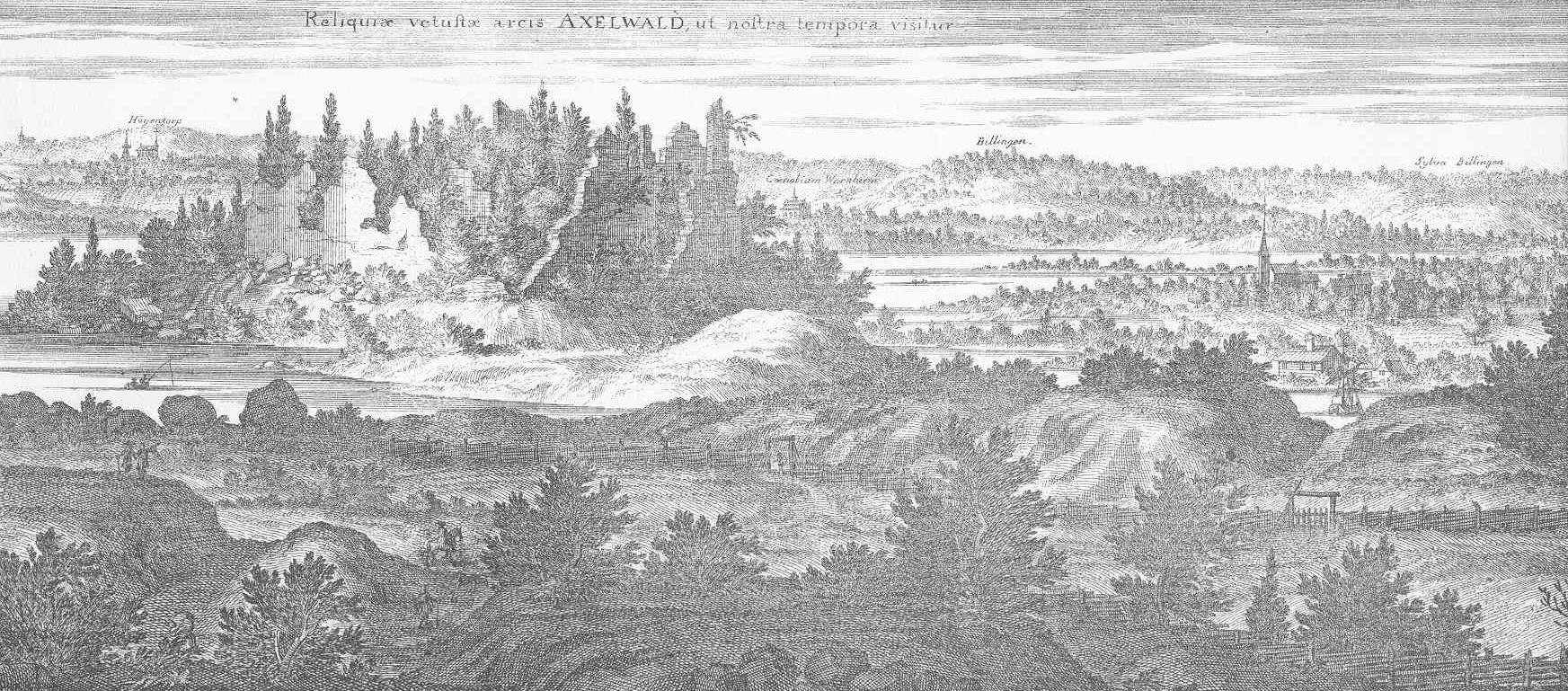
Axevalla hus, enligt Suecia antiqua et hodierna.

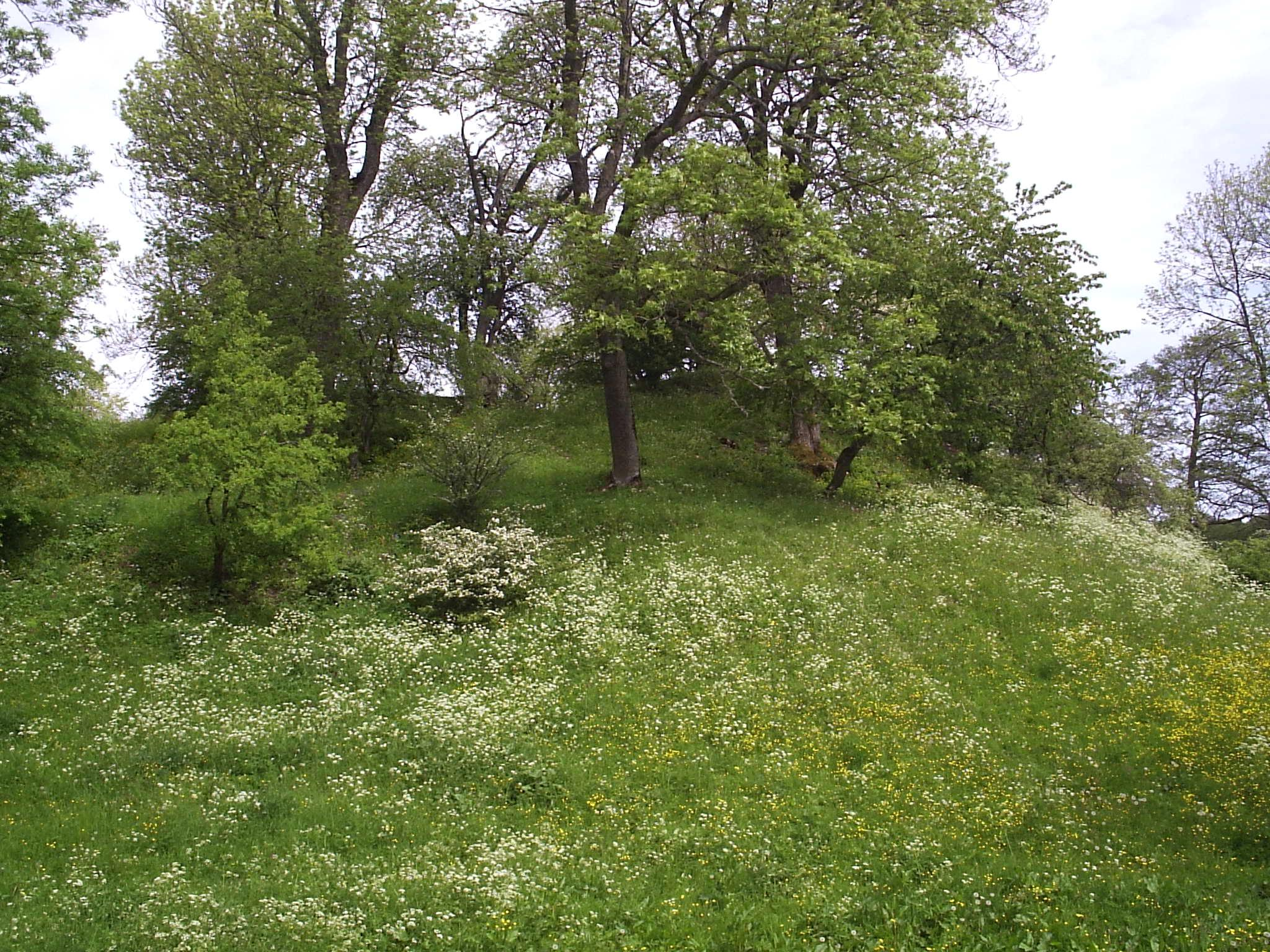
Axevalla hus, huvudborgen.

Borgen omtalas första gången 1278 då Magnus Ladulås vid ett gästabud där förklarades som fånge av sin värd Peter Porse. När Magnus Ladulås dog delades riket upp mellan sönerna Birger, Erik och Valdemar. Axevalla tillföll hertig Erik, och när han dött som fånge på Nyköpings hus, fick hans änka Ingeborg Håkansdotter – mor till den ännu omyndige kung Magnus – fästet som residens. 
Hennes kontakter med den mäktiga danska ätten Porse sågs allt mer av riksrådet som ett hot – Axevalla hus var ett viktigt värn i det oroliga spänningsfältet mellan de nordiska rikena. Därför beslöt rådet (mot Ingeborgs vilja – hon satt också i rådet) att fästningen skulle återgå till den svenska kronan. När en fredlig uppgörelse uteblev belägrades borgen 1323. Konflikten avslutades med freden i Skara 1326, där det beslöts att Ingeborg Håkansdotter skulle avstå Axevalla hus och i stället flytta in på godset Dåvö i Munktorp i Västmanland. Hennes ”farliga förbindelser” hade därmed brutits.
I början av 1300-talet ombyggdes slottet och kallades sedan en tid Nyhuset. 1367 kom det i konung Albrekt av Mecklenburgs ägo; vid dennes fall intogs det för drottning Margaretas räkning och innehades sedan av danska fogdar. Engelbrekt Engelbrektsson sökte 1434 förgäves inta det, och en ny belägring våren 1436 avbröts av de återupptagna fredsunderhandlingarna. Fogden överlämnade dock kort därefter frivilligt slottet till svenskarna. 
Under striderna mellan kungarna Karl Knutsson (Bonde) och Kristian I angreps det 1469 av en stor bondehär, som var förbittrad över de utpressningar slottsfogden tillåtit sig mot länets allmoge. Det intogs och nedbrändes 30 juni samma år. Sedan dess har det aldrig blivit återuppbyggt. Det finns avbildat i Suecia antiqua et hodierna och beskrivet i en avhandling av Johan Hermansson (Uppsala 1727), vid vars utgivande ännu rätt höga murar kvarstod; nu är knappast några spår av det forna slottet synliga ovan jord, men dess vallar är imponerande, så man förstår att det måste ha varit lättförsvarat där det på sin tid låg kringgärdat av vatten.

## Borgen
Udden som använts till byggplats har åt landsidan begränsats av sumpmark. Den har avgrävts på flera ställen med vallgravar. Efter den första vallgraven har förmodligen ett förborgsområde brett ut sig. Mellan denna yta och själva borgkullen finns en dubbelgrav med kraftig jordvall emellan. Bakom huvudborgen åt sjön finns ytterligare en vallgrav som skär av uddens bortre strand. Gravarna var förmodligen vattenfyllda och försedda med pålverk. Även uti vattnet kring huvudborgen finns ett system med pålverk och stenkistor. En pålrad av kraftiga ekstammar finns uti vattnet 10 alnar från land. Dessa har omgärdar udden helt och anslutit sig till den yttersta vallen i nordost. Vid början av 1880-talet kunde man utan vidare räkna 48 sådana pålar. Stockarna är daterade till år 1288.
Själva huvudborgen är uppbyggd på den höga moränudden och har till plan utgjorts av en oregelbunden kvadrat av murar. Ovan jord syns idag inte mycket av murarna annat än breda vallar av rasmassor. Avbildningen i Suecia antiqua visar att det då återstod rätt höga ruiner av ringmuren. Dessa anges år 1727 vara 10 meter i sydöst och 18 meter i sydväst.
Någon större ordentlig undersökning av borgruinen har aldrig ägt rum. Endast en uppmätning har skett av Georg Arninge vid mitten av 1960-talet. 
Den 50 meter långa muren åt landsidan har varit kraftigast och har uppmätts till hela 5,6 meter. Hela den över 60 meter långa sydvästra sidan har varit bostadslänga. Här syns partier av yttermuren och tvärmurar som bildat minst 4 större rumsindelningar. Yttermurens tjocklek uppgår till 2,9 meter, medan tvärmurarna är betydligt tunnare. Längs stora sträckor ligger kärnan av skalmuren i dagen, bestående av stenmaterial, grus och murbruk. På några ställen inom bostadslängans område kan också urskiljas huggna kvadrar av själva skalmuren. Vid grävning konstaterades att bostadslängan fortsätter flera meter utanför själva östra hörnet och det förmodas utgöra en tornbyggnad. Borgmuren utåt sjön i nordväst och den fjärde yttermuren i nordöst har uppmätts till 3 meters tjocklek. I det norra hörnet har tydligen även ett fyrkantigt torn varit uppfört. I detta norra hörnet har ej murarna löpt samman utan bildar en öppning, cirka 15 cm bred, vidgande utåt. Detta har antagits utgöra en fönsteröppning men vidare detaljkaraktär saknas. Mycket talar även för att ytterligare en kraftig tornbyggnad funnits i det södra hörnet. 
Den högsta delen av muren åt landsidan befinner sig 13,5 meter över sjöns yta. Borgens lägsta nivå är sex meter över sjön och är uppmätt inom norra tornet. Vid grävning här till en meters djup har man ej stött på själva borggårdens nivå .